# Libanesischer Elite Cup 2017
Der Libanesische Elite Cup 2017 war die 20. Austragung des Fußballturniers. Die vier besten Mannschaften aus der libanesischen Premier League und die beiden Pokalfinalisten nahmen teil. Titelverteidiger war der Nejmeh Club. Nejmeh Club hat sich mit einem 6:5-Sieg im Elfmeterschießen im Finale gegen al Ahed zum zehnten Mal den Titel gesichert.

## Qualifizierte Mannschaften
| Verein         | Platzierung der Saison 2016/17 |
| -------------- | ------------------------------ |
| al Ahed        | Erster                         |
| Salam Zgharta  | Zweiter                        |
| Nejmeh Club    | Dritter                        |
| al-Ansar       | Vierter & Pokalsieger          |
| al-Nabi Sheet  | Fünfter                        |
| Safa SC Beirut | Zehnter & Pokalfinalist        |

## Gruppenphase

### Gruppe A
| Pl. | Verein         | Sp. | S | U | N | Tore    | Diff. | Punkte |
| --- | -------------- | --- | - | - | - | ------- | ----- | ------ |
| 1.  | al Ahed        | 2   | 2 | 0 | 0 | 006:100 | +5    | 06     |
| 2.  | Safa SC Beirut | 2   | 1 | 0 | 1 | 002:300 | −1    | 03     |
| 3.  | Salam Zgharta  | 2   | 0 | 0 | 2 | 001:500 | −4    | 0      |

|                                                                                           |   |                |           |
| Freitag, 4. August 2017, 17:00 Uhr (16:00 Uhr MESZ) im Safa Stadium (Beirut)              |   |                |           |
| al Ahed                                                                                   | – | Salam Zgharta  | 3:1 (1:1) |
| Dienstag, 8. August 2017, 17:00 Uhr (16:00 Uhr MESZ) im Amin Abdelnour Stadium (Bhamdoun) |   |                |           |
| al Ahed                                                                                   | – | Safa SC Beirut | 3:0 1     |
| Samstag, 12. August 2017, 17:00 Uhr (16:00 Uhr MESZ) im Ahed Stadium (Beirut)             |   |                |           |
| Salam Zgharta                                                                             | – | Safa SC Beirut | 0:2 (0:0) |

| 1 Das Spiel wurde mit dem Ergebnis 1:1 (1:1) beendet. Nachträglich wurde dann am 9. August 2017 das Spiel mit 3:0 für al Ahed gewertet. |

### Gruppe B
| Pl. | Verein        | Sp. | S | U | N | Tore    | Diff. | Punkte |
| --- | ------------- | --- | - | - | - | ------- | ----- | ------ |
| 1.  | Nejmeh Club   | 2   | 2 | 0 | 0 | 007:200 | +5    | 06     |
| 2.  | al-Ansar      | 2   | 1 | 0 | 1 | 006:500 | +1    | 03     |
| 3.  | al-Nabi Sheet | 2   | 0 | 0 | 2 | 002:800 | −6    | 0      |

|                                                                                            |   |               |           |
| Freitag, 4. August 2017, 17:00 Uhr (16:00 Uhr MESZ) im Tripoli Municipal Stadium (Tripoli) |   |               |           |
| al-Ansar                                                                                   | – | Nejmeh Club   | 2:3 (2:1) |
| Dienstag, 8. August 2017, 17:00 Uhr (16:00 Uhr MESZ) im Ahed Stadium (Beirut)              |   |               |           |
| al-Ansar                                                                                   | – | al-Nabi Sheet | 4:2 (3:1) |
| Samstag, 12. August 2017, 17:00 Uhr (16:00 Uhr MESZ) im Amin Abdelnour Stadium (Bhamdoun)  |   |               |           |
| Nejmeh Club                                                                                | – | al-Nabi Sheet | 4:0 (4:0) |

## Finalrunde
|  | Halbfinale | Halbfinale     | Halbfinale |  |  | Finale | Finale      | Finale  |
|  |            |                |            |  |  |        |             |         |
|  |            |                |            |  |  |        |             |         |
|  | A1         | al Ahed        | 1          |  |  |        |             |         |
|  | B2         | al-Ansar       | 0          |  |  |        |             |         |
|  |            |                |            |  |  | A1     | al Ahed     | 2 (5)   |
|  |            |                |            |  |  | B1     | Nejmeh Club | 12 (6)E |
|  | A2         | Safa SC Beirut | 1          |  |  |        |             |         |
|  | B1         | Nejmeh Club    | 3          |  |  |        |             |         |
|  |            |                |            |  |  |        |             |         |

V Sieg nach Verlängerung

E Sieg im Elfmeterschießen

### Halbfinale
|                                                                                              |   |                |           |
| Mittwoch, 16. August 2017, 17:00 Uhr (16:00 Uhr MESZ) im Amin Abdelnour Stadium (Bhamdoun)   |   |                |           |
| al Ahed                                                                                      | – | al-Ansar       | 1:0 (0:0) |
| Mittwoch, 16. August 2017, 17:00 Uhr (16:00 Uhr MESZ) im Tripoli Municipal Stadium (Tripoli) |   |                |           |
| Nejmeh Club                                                                                  | – | Safa SC Beirut | 3:1 (1:1) |

### Finale
|                                                                                             |   |             |                      |
| Sonntag, 20. August 2017, 17:00 Uhr (16:00 Uhr MESZ) im Saida International Stadium (Sidon) |   |             |                      |
| al Ahed                                                                                     | – | Nejmeh Club | 2:2 (1:1), 5:6 i. E. |